# Municipio de San Bartolomé Yucuañe
El municipio de San Bartolomé Yucuañe (del mixteco: yucuañe ‘Pueblo de las almas’) es uno de los 570 municipios que conforman al estado mexicano de Oaxaca. Pertenece al distrito de Tlaxiaco, dentro de la región mixteca. Su cabecera es la localidad de San Bartolomé Yucuañe.

## Geografía
El municipio abarca 77.22 km² y se encuentra a una altitud promedio de 1780 m s. n. m., oscilando entre 2900 y 1400 m s. n. m.

## Costumbres
Una de sus principales costumbres es tronar toritos de fuegos pirotécnicos en el atrario de la iglesia, con el fin de rendirle fruto a su santo pantron San Bartolomé Apóstol, los días 22,23 y 24 de agosto.[cita requerida]

## Demografía
De acuerdo al último censo, realizado por el INEGI en 2010, en el municipio habitan 399 personas, repartidas entre 4 localidades.